# Pavillon de Paris
Der Pavillon de Paris war eine große Konzerthalle im nördlichen Teil von Paris, Frankreich, die in der Nähe der Métro-Station Porte de Pantin lag; er wurde auf dem Gelände des ehemaligen Schlachthofs von La Villette errichtet. Mit einer Kapazität von rund 10.000 Sitzplätzen war der Pavillon zwischen September 1975 und 1980 die größte Konzerthalle in der Stadt. Der Pavillon wurde auf Initiative der KCP (Koski-Cauchoix Productions) eröffnet, die zuvor wenig erfolgreich versucht hatte, Rock-Konzerte in den vorhandenen Pariser Hallen zu präsentieren. Dazu gehörte unter anderem das Palais des Sports de Paris.
Viele bekannte Rockbands traten im Pavillon auf: The Who, AC/DC, Pink Floyd, Supertramp, Kansas, Bob Marley, Queen, The Rolling Stones, Aretha Franklin, Neil Young, Earth, Wind & Fire, David Bowie, Iggy Pop, Bob Seger, Bruce Springsteen und Johnny Hallyday.
Da der Pavillon auf dem Gelände des ehemaligen Schlachthofs errichtet worden war, hieß er im Volksmund auch Les Abattoirs (die Schlachthöfe), und einige Bands, die ihre Konzerte im Pavillon aufnahmen, bezeichneten die Halle als Abattoirs. So machte zum Beispiel der französischen Filmemacher Freddy Hausser einen Konzertfilm der Rolling Stones im Pavillon, der später unter dem Titel Les Stones aux abattoirs („The Stones At The Slaughterhouse“) veröffentlicht wurde.
Im Jahre 1980 wurde der Pavillon de Paris geschlossen und in den nächsten drei Jahren traten die meisten Bands im Hippodrome de Pantin auf. Im Jahre 1983 wurde das Hippodrome selber durch das Le Zénith de Paris ersetzt.

## Auflistung der Auftritte
- 1975: Alice Cooper (16. Sept.), Poco + America (27. Sept.), Santana + Earth, Wind & Fire (13. Okt.), Blue Öyster Cult (3. Nov.)

- 1976: Ange (20. Febr.), The Who (1.–2. März), Return to Forever (7. März), Neil Young & Crazy Horse (23. März), Paul McCartney & Wings (26. März), Fats Domino (27. März), Jethro Tull (3. Mai), David Crosby & Graham Nash (13. Mai), Au Bonheur Des Dames + Catherine Ribeiro & Alpes (15. Mai), David Bowie (17.–19. Mai), Rick Wakeman (1. Juni), The Rolling Stones (4.–7. Juni), Genesis (23.–24. Juni), Kraftwerk (30. Sept.), The Sensational Alex Harvey Band (2. Okt.), Gentle Giant + Banco del Mutuo Soccorso (5. Okt.), Marvin Gaye (11. Okt.), Rainbow + AC/DC (13. Okt.) Robin Trower & Thin Lizzy (18. Okt.), Patti Smith & John Cale (19. Okt.), Status Quo (23. Okt.), Poco (30. Okt.), Aerosmith (1. Nov.), Larry Coryell (3. Nov.), Dr. Feelgood (6. Nov.), Peter Frampton (8. Nov.), The Marshall Tucker Band (22. Nov.), Rod Stewart (23. Nov.), The Flamin’ Groovies (2. Dez.), Santana + Journey (6.–7. Dez.), Sutherland Brothers & Quiver (17. Dez.)

- 1977: Chicago (3.–5. Jan.), Todd Rundgren (18. Jan.), Procol Harum (28. Jan.), Status Quo (31. Jan.), Frank Zappa (2. Febr.), Hall & Oates (10. Febr.), Pink Floyd (22.–25. Febr.), Bryan Ferry (4. März), Paice, Ashton & Lord (20. März), Ted Nugent + Streetwalkers (21. März), Fats Domino (27. März), Jack Bruce (1. April), Black Sabbath + AC/DC (5. April), Lou Reed (13.–14. April), Fleetwood Mac (18. April), Eddie & the Hot Rods (24. April), Tom Waits (28. April), Roger McGuinn (7. Mai), Klaus Schulze (8. Mai), Bob Marley & The Wailers (10. Mai), Chuck Berry (11. Mai), John Mayall (16. Mai), Jean-Luc Ponty & Larry Coryell (26. Mai), Tom Petty + Nils Lofgren + The Kinks (1. Juni), Eric Clapton (14. Juni), Iggy Pop (23. Sept.), Weather Report (29. Sept.), Supertramp + Harmonium (30. Sept.), Herbie Hancock (17. Okt.), Donna Summer (20. Okt.), Rainbow (27. Okt.), Bob Seger (3. Nov.), Joan Baez (14. Nov.), Yes (5.–6. Dez.), 10cc (12. Dez.), Téléphone (16. Dez.)

- 1978: Alan Stivell (3. Febr.), Tina Turner (5. Febr.), Frank Zappa (6.–7. & 9. Febr.), Kansas + Cheap Trick (23. März), Patti Smith (26. März), Hot Tuna (27. März), Uriah Heep (1. April), Return to Forever (3. April), Queen (23.–24. April), Alvin Lee & Ten Years Later (26. April), Blue Öyster Cult + John Cougar Mellencamp (8. Mai), Santana (12. Mai), Electric Light Orchestra (15. Mai), Squeeze + Styx (22. Mai), David Bowie (24.–25. Mai), Vangelis (19. Juni), Bob Marley & The Wailers (25.–27. Juni), Jefferson Starship (28. Juni), Bob Dylan (3.–6. Juli), Weather Report (4. Okt.), Grateful Dead (6.–7. Okt.), Doobie Brothers (20. Okt.), Rory Gallagher (23. Okt.), Eric Clapton + Muddy Waters (18. Nov.), Rod Stewart (26. Nov.), Cerrone (1.–2. Dez.), Santana (4. Dez.)

- 1979: John McLaughlin, Paco de Lucía & Larry Coryell (31. Jan.), UK (11. Febr.), Roxy Music (20. Febr.), Queen (27.–28. Febr. & 1. März), Earth, Wind & Fire (17. März), Lou Reed (2. April), Ted Nugent (29. April), The Who (16.–17. Mai), John Mayall (22. Mai), Alice Cooper (2. Juni), Peter Tosh (6. Juni), Van Halen (22. Juni), Herbie Hancock & Chick Corea (2. Juli), The Tubes + Squeeze (2. Juli), Jeff Beck & Stanley Clarke (3. Juli), Weather Report (5. Juli), Chic (28. Sept.), Aswad + I-Roy (29. Sept.), Boney M (30. Sept.), James Brown (5. Okt.), Boston (8. Okt.), Johnny Hallyday (18. Okt.–25. Nov.), Leonard Cohen (22. Okt.), Abba (23. Okt.), John McLaughlin, Jack Bruce, Billy Cobham & Stu Goldberg (29. Okt.), Supertramp (29.–30. Nov. & 1. Dez.),  AC/DC + Judas Priest (9. Dez.)

- 1980: Trust (12. Jan.), Blondie (15. Jan.), Roxy Music (2. Juni)

## Live-Alben, aufgenommen im Pavillon de Paris
- The Rolling Stones – Love You Live (1977). Tracks: „Honky Tonk Women“, „Happy“, „Hot Stuff“, „Starfucker“, „Tumbling Dice“, „You Gotta Move“. Aufnahmedatum: 4. bis 7. Juni 1976.
- Genesis – Seconds Out (1977). Track: „The Cinema Show“. Aufnahmedatum: 23. Juni 1976.
- Santana – Moonflower (1977). Aufnahmedatum: 6. und 7. Dezember 1976.
- Bob Marley & The Wailers – Babylon By Bus (1978). Aufnahmedatum: Juni 1978.
- Queen – Live Killers (1979). Aufnahmedatum einiger Stücke: 27. Februar bis 1. März 1979.
- Johnny Hallyday – DVD Live : Pavillon de Paris (1979). Filmaufnahme: 18. und 25. Oktober 1979.
- Supertramp – Paris (1980). Aufnahmedatum: 29. und 30. November sowie 1. Dezember 1979.
- AC/DC – DVD Let There Be Rock, Live At Pavillon, Paris. Filmaufnahme: 9. Dezember 1979.